# Schlanze
Schlanze ist ein Ortsteil der Gemeinde Waddeweitz im niedersächsischen Landkreis Lüchow-Dannenberg.
Das Dorf liegt zwei Kilometer südöstlich von Waddeweitz und südlich der B 493.

## Geschichte
Für das Jahr 1848 wird angegeben, dass Schlanze sieben Wohngebäude hatte, in denen 47 Einwohner lebten. Zu der Zeit war der Ort nach Bussau eingepfarrt, wo sich auch die Schule befand.
Am 1. Dezember 1910 hatte Schlanze 61 Einwohner und war eine eigenständige Gemeinde im Kreis Lüchow.